# Поронайский заповедник
Порона́йский заповедник — государственный природный заповедник в восточной части острова Сахалин. Основан по постановлению Совета министров РФСР 30 марта 1988 года. Основан с целью изучения и охраны горных, болотистых таёжных экосистем, охраны и сохранения мест гнездования колоний морских птиц. Площадь 56,7 тыс. га. Состоит из 2 участков.

## История
Основан 30 марта 1988 года. Главной целью заповедника является охрана природных территорий в целях сохранения биологического разнообразия.

## Расположение
Включает полуостров Терпения, южную часть Восточно-Сахалинских гор, наиболее широкую часть Тымь-Поронайской низменности. Площадь 56,7 тыс. га. Состоит из 2 участков: Владимирский участок и Невский участок. Координаты: 48°39` — 49°39` с. ш. и 143°44` — 144°45`в. д.. Один расположен в южной части Тымь-Поронайской низменности между Западно-Сахалинскими и Восточно-Сахалинскими горами. Второй участок располагается как раз на юго-восточной оконечности Восточно-Сахалинского хребта, на полуострове Терпения и заканчивается мысом Терпения, который выступает на 65 км в Охотское море. Морская охраняемая зона составляет около 17,3 тыс. га, удалена от берега на 500м в сторону залива Терпения и охотское море на 1 км. Основную часть заповедника покрывают леса, также имеется сильно разветвленная сеть рек, большое количество озер (лагунный тип, более 15).

## Флора и фауна
Широко распространены зеленомошные темнохвойные леса с преобладанием ели. (ель аянская, пихта сахалинская, каменная береза, кедровый стланик). Есть участки тундрового типа. Ближе к берегу — океанические луга и стланики. Произрастают так же: седлоцвет Сахалинский (Ephippianthus sachalinensis), остролодочник тодомоширский (Oxytropis todomoshir riensis Miyabe et Miyake), башмачок крупноцветковый (Cypripedium macranthum Sw), различные виды семейств: осоки — 106, сложноцветные — 106, злаки — 104, лютиковые — 56, розоцветные — 53, лилейные — 45, гвоздичные — 42, крестоцветные — 40, многоножковые — 36, орхидные — 33, гречиховые — 31, бобовые — 33.

## Фауна
В заповеднике обитают бурый медведь, северный олень, соболь, выдра, енотовидная собака, белка, заяц-беляк, рябчик, кедровка, кукша, овсянка-ремез, клёст-еловик, красная полёвка, красно-серая полёвка, живородящая ящерица, сибирская лягушка, сахалинская кабарга (Moschus moschiferus), дикуша (Falcipennis falcipennis), алеутская крачка (Sterna aleutica), мандаринка (Aix galericulata), скопа (Pandion haliaetus), белоплечий орлан (Haliaeetus pelagieus), орлан-белохвост (Haliaeetus albicilla), сапсан (Falco peregrinus Gunst) и около 170 видов птиц. На скалах гнездятся тонкоклювая и толстоклювая кайры, тихоокеанская чайка, моевка, чернохвостая чайка и другие. Некоторые птицы зимуют в незамерзающей морской части залива Терпения.
В «Красную книгу РФ» внесены сахалинская кабарга, дикуша, алеутская крачка, мандаринка, скопа, белоплечий орлан, орлан-белохвост, сапсан. Группа редких животных, внесенных в Красную книгу Сахалинской области, насчитывает 39 видов. Из них 4 вида млекопитающих и 35 видов птиц. В Красную книгу России внесено 24 вида, из них два млекопитающих и 22 вида птиц. В заповеднике встречаются 8 видов включенных в Красную книгу МСОП.

## Климат
Климат данной местности обусловлен рельефом (плоская низменность, не превышающая 300 м). Ветровые потоки как правило идут по очертаниям береговой линии, имеют большую скорость, часто переходят в состояние шторма (метели). .Среднемесячная температура составляет −18 гр. С зимой и +15 гр. С летом. Сильное влияние оказывает холодное Восточно-Сахалинское течение. Летом в июне-июле увеличивается частота туманов и общее количество осадков. Среднегодовое количество осадков − 600 мм. Август и сентябрь характерны сезонами тайфунов.

## Почвы
Тымь-Поронайская низменность и морское побережье представлены толщей суглинистых аллювиальных, морских песчано-суглинистых отложений, дренированы слабо, высокая заболоченность. Поймы рек представлены лугово-дерновыми, лугово-глеевыми заболоченными, пойменными аллювиальными слоистыми почвами. Большая часть заповедника имеет болотно-торфяные почвы и торфяно-глеевые верховых болот, на востоке — буро-таёжные, в районе Лодочного перешейка — торфянисто-подзолисто-болотные и дерново-луговые.

## Особенности
Нахождение на территории заповедника лиц, не являющихся сотрудниками, разрешен только при наличии разрешения Федеральной службы по надзору в сфере природопользования и дирекции заповедника.
Отлов и отстрел животных и птиц на территории заповедника разрешен только в научных целях, также для регуляции популяции, по разрешению Федеральной службы по надзору в сфере природопользования.
Уникальные природные объекты: птичий базар на мысе Терпения, Лодочный перешеек.